# September 1980
Portal Geschichte | Portal Biografien | Aktuelle Ereignisse | Jahreskalender | Tagesartikel

◄ |
19. Jahrhundert |
20. Jahrhundert
| 21. Jahrhundert

◄ |
1950er |
1960er |
1970er |
1980er
| 1990er | 2000er | 2010er | ►

◄ |
1976 |
1977 |
1978 |
1979 |
1980
| 1981 | 1982 | 1983 | 1984 | ►

◄ |
Juni 1980 |
Juli 1980 |
August 1980 |
September 1980 |
Oktober 1980 |
November 1980 |
Dezember 1980 |
►
Dieser Artikel behandelt aktuelle Nachrichten und Ereignisse im September 1980.

## Tagesgeschehen

### Montag, 1. September 1980
- Barcelona/Spanien: Der deutsche Fußballspieler Bernd Schuster steht seit heute beim FC Barcelona unter Vertrag. Der 1. FC Köln erhält eine Ablösesumme in Höhe von 3,7 Millionen D-Mark. Es ist der höchste Betrag, der jemals für einen deutschen Fußballer gezahlt wurde.[1]

### Mittwoch, 3. September 1980
- Peking/China: Die dritte Sitzung des Fünften Nationalen Volkskongresses stimmt der Vorlage zu, dass Zhao Ziyang von Hua Guofeng das Amt des Ministerpräsidenten übernehmen wird.[2]

### Samstag, 6. September 1980
- New York/Vereinigte Staaten: Die amerikanische Tennisspielerin Chris Evert-Lloyd gewinnt das Finale im Dameneinzel der US Open 1980 in drei Sätzen gegen die Tschechoslowakin Hana Mandlíková und feiert den fünften Turniersieg ihrer Karriere im Einzelwettbewerb der Damen bei den US Open.[3]

### Sonntag, 7. September 1980
- New York/Vereinigte Staaten: Der amerikanische Tennisspieler John McEnroe gewinnt als Titelverteidiger bei den US Open 1980 das Finale im Herreneinzel gegen den Schweden Björn Borg in fünf Sätzen.[4]
- Pasadena/Vereinigte Staaten: Bei der Verleihung des Fernsehpreises Emmy wird u. a. Barbara Bel Geddes, Protagonistin der Serie Dallas, ausgezeichnet.[5]

### Montag, 8. September 1980
- Venedig/Italien: Bei den 37. Internationalen Filmfestspielen von Venedig werden die Filme Atlantic City, USA des französischen Regisseurs Louis Malle und Gloria, die Gangsterbraut des amerikanischen Regisseurs John Cassavetes gleichberechtigt mit dem Leone d’Oro prämiert.[6]

### Mittwoch, 10. September 1980
- Tripolis/Libyen: Die Regierungen von Libyen und Syrien geben bekannt, dass ihre Staaten künftig ein einheitliches Staatsgefüge verkörpern. Es gibt zwar keine Landesgrenze zwischen Libyen in Nordafrika und Syrien im Nahen Osten, doch fühlen sich beide Regierungen dem Streben nach Arabischer Einheit verpflichtet.[7]

### Donnerstag, 11. September 1980

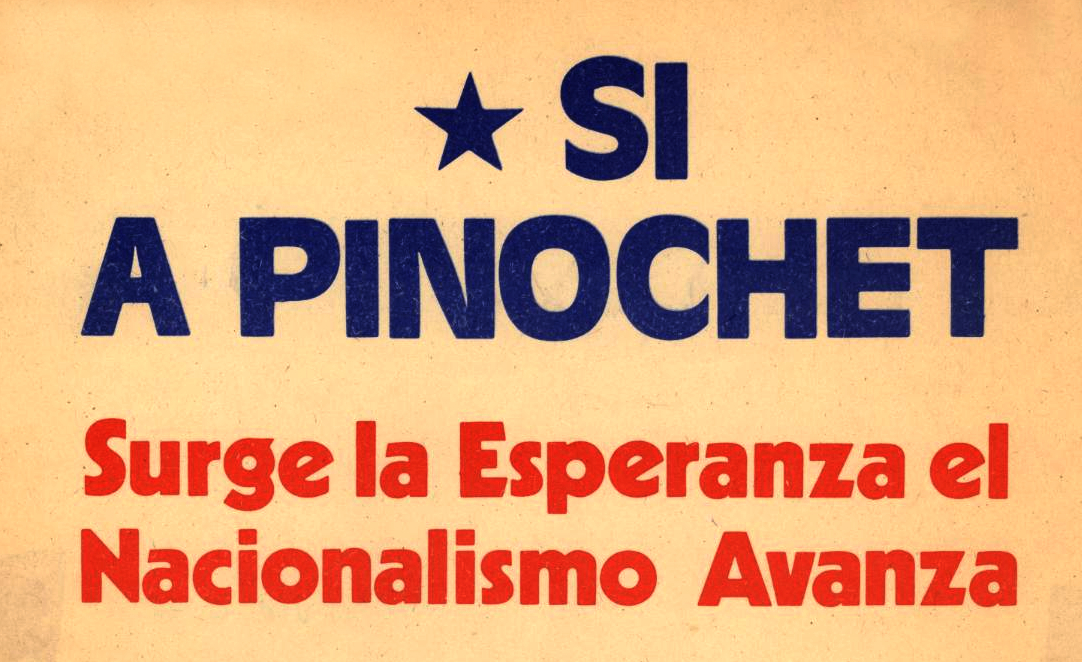
Wahlwerbung für ein
„Ja zu Pinochet“

- Santiago/Chile: Ein kontrovers diskutierter Volksentscheid besiegelt die Annahme einer neuen Verfassung, auch wenn diese nicht den Standards demokratischer Staaten entspricht. Leere Stimmzettel gelten bei dem Plebiszit als „Ja“-Votum. Die Urheber der Verfassung sind die Führungspersonen der Militärdiktatur unter Präsident Augusto Pinochet, der ein Jahr nach dem Putsch vom 11. September 1973 Staatsoberhaupt wurde.[8]

### Freitag, 12. September 1980
- Ankara/Türkei: Die türkischen Streitkräfte putschen unter Führung von Kenan Evren gegen die Regierung des Landes. Sie umstellen dabei u. a. das Haus des ehemaligen Ministerpräsidenten Bülent Ecevit (CHP) mit Militärfahrzeugen, außerdem zwingen sie dessen Amtsnachfolger und langjährigen politischen Gegner Süleyman Demirel (Gerechtigkeitspartei) zum Rücktritt. Nach Ausrufung des Kriegsrechts geht die Staatsgewalt de facto ans Militär über. Es gibt Vermutungen, dass die Putschisten von der NATO und den Vereinigten Staaten unterstützt werden.[9]

### Sonntag, 14. September 1980
- Berlin/Deutschland: Einzelne Mitarbeiter der Deutschen Reichsbahn, die in West-Berlin leben und den Betrieb der S-Bahn im amerikanischen, britischen und französischen Sektor gewährleisten, treten in den Streik, nachdem die Reichsbahn eine drastische Reduzierung des S-Bahn-Verkehrs in den westlichen Sektoren zum nächsten Winterfahrplan in Aussicht stellt.[10]

### Dienstag, 16. September 1980
- New York/Vereinigte Staaten: Die Vereinten Nationen nehmen St. Vincent und die Grenadinen als neues Mitglied auf.[11]

### Mittwoch, 17. September 1980
- Bagdad/Irak: Präsident Saddam Hussein zerreißt vor laufenden TV-Kameras während einer Rede vor der Nationalversammlung das Abkommen von Algier, durch das fünf Jahre zuvor v. a. Grenzstreitigkeiten zwischen dem Irak und dem Iran beigelegt wurden.[12]

### Donnerstag, 18. September 1980
- Leninsk/Sowjetunion: Arnaldo Tamayo Méndez startet in der Mission Sojus 38 als erster Kubaner ins Weltall.[13]

### Samstag, 20. September 1980
- Ankara/Türkei: Acht Tage nach dem Militärputsch wird der ehemalige Oberbefehlshaber der Marine Bülend Ulusu als neuer Ministerpräsident der Türkei installiert.[14]

### Sonntag, 21. September 1980
- Atlanta, Clayton County/Vereinigte Staaten: Auf dem Atlanta International Airport – seit Jahren der Flughafen mit den höchsten Passagierzahlen in den Vereinigten Staaten – wird ein neues Terminal eingeweiht. Es erweitert die Kapazität des in Atlanta sowie im angrenzenden Clayton County gelegenen Flughafens auf 55 Millionen Passagiere pro Jahr. Diese Dimension erreicht kein anderer Flughafen der Welt.[15]
- Brest/Frankreich: Der am 10. Juli vom Cape Cod an der Ostküste der Vereinigten Staaten gestartete Abenteurer Gérard d’Aboville erreicht nach 72 Tagen im Ruderboot die europäische Atlantikküste. Der Franzose ist der erste Ruderer, dem die Überquerung gelingt.[16]

### Montag, 22. September 1980
- Bagdad/Irak, Iran: Präsident Saddam Hussein erklärt dem irakischen Nachbarland Iran den Krieg mit der Erklärung, dass es sich um einen Präventivschlag handle. Die irakischen Streitkräfte greifen mit Bodentruppen den Süden ihres Nachbarlands an und die irakischen Luftstreitkräfte bombardieren den militärischen Teil des Flughafens von Teheran und die Luftstützpunkte Ahvaz, Buschehr, Chorramschahr, Dezful, Hamadan, Isfahan, Schiras und Täbris.[17][18]

### Mittwoch, 24. September 1980
- Rueil-Malmaison/Frankreich: Der Kfz-Hersteller Groupe PSA gibt die Eingliederung seiner Geschäftssparte Automobiles Talbot in seine Sparte Automobiles Peugeot bekannt und beendet damit Spekulationen über einen Verkauf der Pkw-Marke „Talbot“.[19]

### Donnerstag, 25. September 1980
- Peking/China: Das Zentralkomitee der Kommunistischen Partei Chinas verkündet in einem Offenen Brief, dass jedes Paar nur noch ein Kind haben darf, denn eine unregulierte Bevölkerungsentwicklung könne den Wohlstand gefährden. Die Vorgabe gilt nicht für Paare ethnischer Minderheiten.[20]

### Freitag, 26. September 1980
- München/Deutschland: Bei einem Terroranschlag auf das 147. Oktoberfest explodiert um 22.19 Uhr am Haupteingang zum Festgelände eine selbstgebaute Rohrbombe. Dabei kommen 13 Menschen ums Leben und 211 weitere werden verletzt, 68 von ihnen schwer.[21]

### Sonntag, 28. September 1980
- Bagdad/Irak: Der Irak erklärt seine Ziele in dem vor circa einer Woche begonnenen Krieg gegen den Iran. Demnach solle der Iran die für ihn ungünstige Grenzziehung am Schatt-El-Arab anerkennen und sich aus internen Angelegenheiten des Irak heraushalten.[22]
- Berlin/Deutschland: Der Streik der West-Berliner Mitarbeiter der Deutschen Reichsbahn bricht in sich zusammen, als die Reichsbahn mit sofortiger Wirkung das S-Bahn-Netz in den westlichen Sektoren um 51 % reduziert. In den letzten Tagen erfuhr das West-Berliner S-Bahn-Personal wegen der Niederlegung der Arbeit eine Welle der Sympathie seitens der dortigen Presse und Bevölkerung.[23]
- Montreal/Kanada: Mit einem Sieg im vorletzten Rennen der Saison holt sich der australische Rennfahrer Alan Jones auf dem Williams FW07B den Automobil-Weltmeisterschaftstitel der Fahrer, der Zweitplatzierte Nelson Piquet aus Brasilien im Brabham-Ford kann den Rückstand nicht mehr aufholen.[24]